# صورة ثنائية
الصورة الثنائية هي صورة رقمية تأخذ قيمتين لونيتين فقط لكل بيكسل. عادة يستخدم اللونين الأسود والأبيض في تمثيل هذه الصور على الرغم من أنه يمكن استخدام أي زوج من الألوان بشكل عام.